# 포식문제
포식문제 혹은 포식논쟁은 포식으로 인해 동물이 겪는 피해를 도덕적 문제로 간주하는 것을 말하며, 인간은 이를 예방하기 위해 노력할 의무가 있을 수도 있고 없을 수도 있다. 이 주제에 대한 담론은 대체로 동물 및 환경윤리 분야에서 다루어졌다. 이 문제는 특히 동물권과 야생동물의 고통과 관련하여 논의됐다. 일부 비평가들은 포식을 예방할 의무가 있을 수 없거나 터무니없다고 생각했으며, 이 입장을 동물권 개념을 완전히 거부하기 위한 귀류법으로 사용했다. 다른 사람들은 동물권 이밪에 의해 암시되는 모든 의무가 환경에 해롭다고 비판했다.
동물 윤리학자와 권리 옹호자들의 반응은 다양했다. 일부는 동물권 입장이 포식을 예방할 의무가 있다는 것을 의미한다는 주장을 거부했고, 다른 사람들은 동물권 입장이 포식을 우리가 피해야할 일이라고 의미한다고 주장했다. 다른 사람들은 우리가 실수로 상당한 피해를 입힐 수 있는 위험 때문에 지금 당장은 아무것도 해선 안 되나, 지식과 기술이 향상되면 미래에 효과적으로 조치를 취할 수 있다고 주장했다.

## 역사적 관점들

### 악의 문제
포식은 역사적으로 악의 문제의 맥락에서 자연적 악으로 여겨져 왔으며 신정론에 관여한 기독교인에게 도덕적 관심사로 여겨져왔다. 자연적 악은 때때로 인간이 완화하기 위해 노력해야할 무언가로 생각되거나 이러한 유형의 악의 존재를 정당화하는 더 큰 선의 일부로 생각돼왔다. 토마스 아퀴나스는 후자의 견해를 옹호하면서 포식과 같은 자연의 "결함"이 "다른 사람의 선, 혹은 심지어 보편적 선"으로 이어지고 "모든 악이 예방된다면 우주에는 많은 선이 없을 것"이라고 주장했다. 기독교와 히브리 성경에는 포식이 더 이상 자연의 특징이 아닌 미래의 하늘이나 땅을 묘사하는 여러 예언이 있다. 여기에는 "그때 이리와 어린 양이 함께 살며 표범이 어린 염소와 함께 눕고 송아지와 사자 새끼가 함께 먹으며 어린 아이들이 그것들을 돌볼 것"이라고 이사야가 예언한 것도 포함된다.
레오나르도 다빈치는 그의 수첩(1487년에서 1505년 사이에 작성)에서 왜 자연이 동물들이 생존을 위해 서로를 잡아먹을 수밖에 없도록 구조화되지 않았는지 의문을 제기했다. 데이비드 흄은 자연종교에 관한 대화(1779)에서 야생동물이 겪는 포식과 고통에 대해 여러가지 관찰을 했는데, "더 강한자가 더 약한자를 잡아먹고, 그들을 끊임없는 공포와 불안 속에 가두어 둔다"고 말했다.
윌리엄 페일리는 자연신학에서 포식을 신의 사역 중에서 가장 어려운 일로 묘사했는데, 그럼에도 불구하고 그는 포식을 동물이 생존가능한 것보다 더 많은 자손을 낳는 잠재적으로 치명적인 영향을 다루는 수단으로 옹호했다.
포식과 악의 문제에 대한 논쟁은 찰스 다윈의 자연선택이론이 대중화되면서 상당히 심화됐다. 일부 초기 기독교인들은 자연의 폭력이 인간의 타락의 결과라고 주장했지만, 포식이 인간의 진화와 죄의 개념보다 수백만년 전부터 존재해왔다는 증거는 생명이 존재해왔지만 자연이 폭력에서 자유로웠던 적은 결코 없었음을 보여준다. 다윈 자신은 맵시벌과가 살아있는 애벌레의 몸을 먹이로 삼는다는 사실이 전지전능한 신의 개념과 어떻게 조화를 이룰 수 있는지 의문을 제기했다.

### 포식 동물에 대한 도덕판단에 대한 비판
플루타르코스는 사자, 호랑이, 뱀과 같은 육식동물을 야만적이라고 규정하는 것을 비판했다. 왜냐면 그들에게는 죽이는 것이기 필수적이기 때문이고, "자연의 유익한 열매"로 살아갈 수 있는 인간에게는 죽이는 것이 "사치이자 범죄"이기 때문이다.
작가 에드워드 오거스트 켄달은 그의 도덕 우화집 카나리아 새(1799)에서 포식에 대해 논의했는데, 여기서 그는 동물의 포식적 행동은 인간의 도덕기준으로 판단돼선 안 되며 "특정 생물에 대한 편견은 잔인한 행위에 대한 상상의 행위라는 점에서 터무니없다"고 주장했다.

### 철학적 염세주의
이탈리아 시인이자 철학자 자코모 레오파르디는 1827년 Operette morali에서 "자연과 아이슬란드인의 대화"라는 자연과의 대화를 나누었는데, 여기서는 다람쥐가 방울뱀을 피해 도망가다가 뱀의 벌어진 입으로 달려드는 것과 같은 포식의 불가피성을 자연의 그 자식에 대한 공식성에 대한 도덕적 고발로 사용했다. 파괴와 창조의 이러한 순환의 불가피성은 레오파르디의 철학적 염세주의의 원인이었다. 1898년 사후에 출판된 Zibaldone에서 레오파르디는 포식이 자연의 사악한 설계의 궁극적인 징후라고 주장했다.
레오파르디와 마찬가지로 독일 철학자 아르투어 쇼펜하우어는 1851년에 동물이 다른 동물에 잡아먹히는 고통을 "세상의 쾌락이 고통보다 더 크다"는 생각에 대한 반박으로 사용했다.

### 동물권
초기 동물권 옹호자이자 야생동물의 고통의 문제를 다룬 최초의 현대의 작가 중 한 명인 루이스 곰퍼츠는 1824년 저서 인간과 짐승의 상황에 대한 탐구의 5장에서 대화에 참여하여 동물이 서로를 잡아먹는 것은 인간의 삶을 지배하는 데 사용하는 규칙에 따라 잘못된 것으로 판단될 수 있다고 주장하고 "어떤 동물이 다른 동물을 파괴하려는 시도를 목격한다면 나는 그것을 좌절시키려고 노력할 것이다. 비록 이것이 아마도 잘못된 일일지라도."라고 말했다. 그는 육식동물의 멸종이 나쁘지 않을 것이라고 주장하면서 한 동물의 종이 다른 동물의 종의 같은 수보다 더 중요하지 않으며 늑대와 같은 일부 육식동물은 대신 채소로 생계를 유지할 수 있다고 주장했다.
미국의 동물학자이자 동물권 철학자인 J. 하워드 무어는 1895년에 출판된 팜플렛 왜 나는 채식주의자인가에서 육식동물을 "무자비한 짐승"으로 묘사하면서, 그들의 존재가 윤리, 정의, 자비에 대한 모독이라고 말했다. 무어는 나은세계 철학(1899)에서 육식성은 지나친 이기심의 결과이며 자연선택의 산물이라고 주장하면서 "생명은 이빨과 발톱, 부리와 발로 생명에 대해 폭동을 일으킨다"고 말했다. 그는 육식종의 구제불가능한 본성 때문에 그가 "의식의 연합"이라고 부른 우주의 이상적 배열에서 서로 화해할 수 없다고 주장했다. 무어는 1907년의 새로운 윤리에서 육식종을 "범죄적" 종족으로 규정했으며, "그들의 삶의 충만함은 다른 이들의 공허함과 파괴에 달려 있기" 때문에 "그들의 존재는 세계의 평화와 복지에 계속적인 위협"이 된다고 했다.
1903년 스코틀랜드 철학자 데이비드 G. 리치는 헨리 S. 솔트의 1892년 저서 동물권에 대한 반응으로 동물에게 권리를 부여하는 것은 우리가 "강자로부터 그들 중 약자를 보호해야한다"는 것을 의미하며, 이를 달성하기 위해서는 육식동물을 "영구적인 포로상태와 채식식단"으로 죽이거나 천천히 굶겨죽여야한다고 주장했다. 그는 이 제안이 터무니없다고 생각하며 "모든 기는 것의 권리를 선언하는 것은 퍼그를 좋아하는 감상주의자들을 만족시키기 위한 단순한 위선적인 공식일 뿐"이라고 말했다.

## 현대의 관점들

### 동물윤리
1973년 호주의 철학자 피터 싱어는 사자가 가젤을 죽이는 것을 막는 것과 같이 인간이 포식을 막으려고 노력한다면 "동물의 순 고통량"은 증가할 가능성이 있지만 이론적으로 장기적으로 고통을 줄일 수 있다면 개입하는 것이 옳을 것이라고 주장했다.
영국의 철학자 스티븐 R. L. 클라크는 "야생동물의 권리"(1979)는 포식 문제를 명확하게 다룬 최초의 윤리 논문 중 하나로 간주된다. 이 논문에서 클라크는 인간이 포식자로부터 동물을 도울 의무가 있다는 개념이 터무니없는 것이 아니지만 실제로는 그렇지 않고 추상적인 의미에서만 따른다고 주장한다.
동물권 철학자 톰 레건은 1983년 저서 동물권 옹호에서 육식동물은 도덕적 행위자가 아니기 때문에 포식동물의 권리를 침해할 수 없기 때문에 인간은 포식을 예방할 의무가 없다고 주장했다. 이와 같은 맥락에서 줄리어스 카펨바는 "포식에 대한 개입은 동물권 이론에 의해 요구되거나 허용되지 않는다"고 주장한다.
스티브 사폰치스는 1984년 논문 "포식"에서 포식 문제가 동물권에 대한 귀류법이라는 생각에 반대한다. 대신 그는 피할 수 있는 동물의 고통을 줄일 의무가 있다는 견해를 받아들인다면 더 큰 고통을 주지 않고도 가능하다면 포식을 예방하기 위해 노력해야한다고 주장한다. 사폰치스는 인간이 이 특정 의무를 다할 것인지, 아니면 피할 수 있는 다른 고통을 줄이기 위해 노력할 것인지는 인간이 가장 많은 선을 행할 수 있는 곳이 어디인지에 대한 문제라고 결론지었다.
경제학자 타일러 코웬은 2003년 논문에서 유용성, 권리 및 전체론적 관점에서 특정 동물의 약탈 활동을 줄여 희생자를 돕기 위해 자연을 경찰화해야한다고 주장했다.
트랜스휴머니즘 철학자 데이비드 피어스는 2009년 에세이 "포식자의 재프로그래밍"에서 포식이 세상에서 엄청난 고통의 원천이며 "고통 없는 생물권은 기술적으로 가능하다"고 주장한다. 그는 면역피임약을 사용하여 육식동물을 단계적으로 멸종시키거나 유전자 편집을 사용하여 "재프로그래밍"하여 후손이 초식동물이 되도록 해야한다고 주장한다. 피어스는 포식으로 인한 고통이 중요하지 않으며 현재상태로 보존돼야한다고 생각하는 사람들이 사용하는 여러가지 정당화를 나열하고 이에 반대한다. 여기에는 "텔레비전 기반의 생물세계 개념", "선택적 현실주의" 및 "적응적 공감 결핍"이 포함된다.
2010년 제프 맥마한은 뉴욕 타임즈에 "육식동물"이라는 제목의 칼럼을 실어 포식을 도덕적 문제로 다루었는데, 이 칼럼에서 그는 포식으로 인한 엄청난 고통과 죽음을 막는 것이 좋은 일이며, "포식이 없어도 막을 수 있는 것보다 더 큰 피해를 수반하는 생태적 격변"을 일으키지 않고도 이를 달성할 수 있다면 육식동물의 멸종이 도구적으로 좋은 일이 될 수 있다고 주장했다. 맥마한은 자신의 주장에 대한 여러가지 반대의견을 받았고, 같은 해에 출간된 또다른 칼럼 "포식자: 대응"에서 이에 답했다. 그는 나중에 자신의 주장을 "포식의 도덕적 문제"라는 제목의 장으로 2015년 저서 철학이 만찬에 온다에 실었다.
마사 누스바움은 포식 문제와 이를 해결하기 위해 해야할 일이 진지하게 논의돼야하며, 미래의 해결책에 대한 연구가 있어야한다고 주장한다. 누스바움은 사람에게 포식이 문제라는 것을 확신시키고, 포식이 흥미롭고 매혹적이라는 일반적인 개념에 도전해야할 필요성에 주목한다. 그녀는 포식당하는 동물이 자신의 삶을 위해 사는 것이 아니라 다른 동물의 먹이가 되기 위해 존재한다는 생각에 도전한다. 누스바움은 동물의 삶과 서식지에 대한 광범위한 통제력을 가진 인간이 야생동물에 대한 책임을 직면하고 해를 끼치는 것이 아니라 번영을 위해 노력해야한다고 결론지었다.
일부 윤리학자들은 포식자를 줄이거나 예방하기 위한 구체적인 제안을 내놓았다. 여기에는 포식자가 멸종된 지역에 포식자를 재도입하는 것을 중단하는 것, 야생지역에서 포식자를 제거하는 것이 포함된다.

### 환경윤리
1984년 영국의 생태학자 펠리시티 A. 헌팅포드는 "포식과 공격에 대한 연구에서 제기된 몇가지 윤리적 문제"를 출판했는데, 여기서 그녀는 포식자-피식자 상호작용 연구를 위한 인공적 만남의 단계와 관련된 윤리적 문제와 의미를 논의했다.
생태학의 맥락에서 포식은 생태계에서 결정적이고 필요한 역할을 한다고 여겨진다. 이로 인해 마이클 폴란과 같은 일부 작가는 도덕적 문제로서의 포식을 전혀 거부하며 "포식은 도덕이나 정치의 문제가 아니라 공생의 문제"라고 말했다. 알도 레오폴드의 대지윤리에 따르면, 생물공동체의 결정적 구성요소인 토착 포식자는 보존하는 것이 중요하다고 여겨진다.
환경철학자 J. 베어드 캘리콧은 동물권 이론의 함의, 즉 우리가 동물을 포식자로부터 보호해야한다는 것은 "포식자의 (인도적) 근절로 이어질뿐만 아니라, 이 잘못된 도덕의 의도된 수혜자인 종도 파괴할 것이다. 많은 먹이 종은 개체 수를 최적화하기 위해 포식자에게 의존한다." 홈스 롤스턴 3세는 포식을 필수적인 자연과정이자 진화의 원동력으로 본다. 즉, 존중하고 소중히 여겨야할 "슬픈 선"이다. 환경론자인 타이 라터먼은 포식은 우리가 그것을 예방할 의무가 있다는 것을 암시하지 않고도 애석해할 수 있는 일이라고 주장했다.
환경윤리학자는 윌리엄 린은 복지 관점에서 포식은 "포식자와 먹이의 복지에 필요하며" 생태계 공동체의 완전성을 유지하는 데 필수적이라고 주장했다. 기독교 환경윤리학자인 래리 라스무센은 포식이 "우리가 칭찬하고 옹호하는 도덕 패턴이 아니"라고 주장했다.

## 같이 보기
- 동물윤리와 환경윤리의 관계
- 야생동물의 고통